# وميض المحتوى غير المصمم

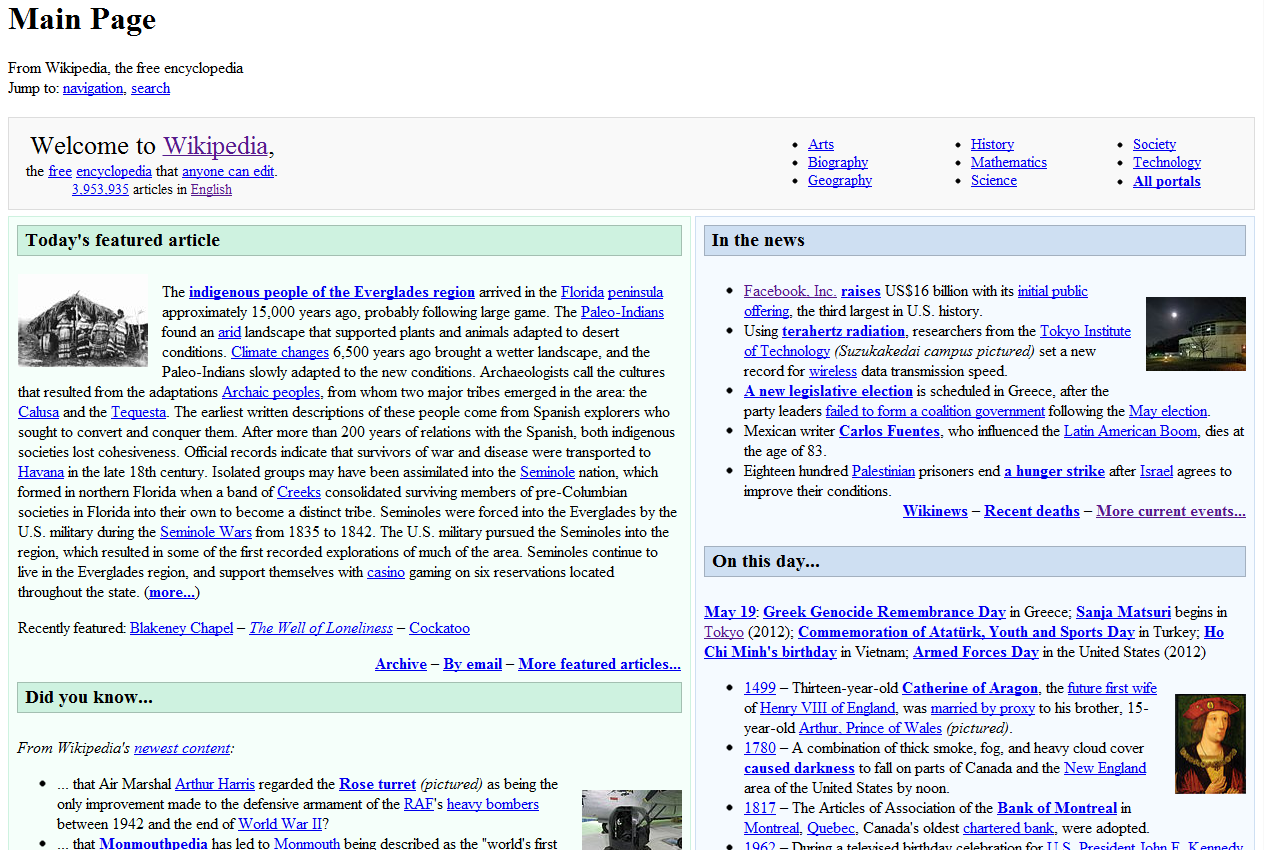
FOUC عند تحميل صفحة ويكيبيديا الرئيسية.

وميض المحتوى غير المصمم (بالإنجليزية: FOUC flash of unstyled content)‏، أو وميض نص غير منظم، هو مثيل لحالة تظهر فيها صفحة الويب لفترة وجيزة مع الأنماط الافتراضية للمتصفح قبل تحميل ورقة الأنماط المتتالية CSS الخارجية، بسبب محرك متصفح الويب الذي يعرض الصفحة قبل استرجاع جميع المعلومات. تصحح الصفحة نفسها بمجرد تحميل قواعد النمط وتطبيقها؛ ومع ذلك، قد يكون التحول مشتتًا. تتضمن المشكلات ذات الصلة وميض النص غير المرئي (FOIT) ووميض النص المزيف (FOFT).